# Итаипу
Итаипу (порт. Usina Hidrelétrica de Itaipu; шп. Itaipú, гварани Itaipu) је хидроелектрана на реци Парана на граници Бразила и Парагваја. 
Реч Итаипу на језику локалног народа Гварани значи „камење које пева“. 
Хидроцентрала Итаипу (званично име: Itaipu Binacional) је друга највећа хидроцентрала на свету. То је заједнички подухват Бразила и Парагваја на реци Парана, око 15 километара северно од „Моста пријатељства“. Инсталирана снага хидроцентрале је 14 , са 20 генератора од по 700 MW. Рекорд у производњи струје је постигнут 2000. када је произведено 93,4 милијарде киловат-сати енергије (93% укупне потрошње у Парагвају и 20% укупне потрошње у Бразилу).
Споразум о изградњи бране и хидроцентрале је закључен 1973. Вештачко језеро је формирано 1982. Први генератори су почели рад 1984, а последњи септембра 2006. и марта 2007. Укупно их сада има 20. Тиме је инсталирани капацитет подигнут на 14.000 MW. По међудржавном уговору, није дозвољено пуштати у рад више од 18 турбина истовремено. 
Америчко удружење грађевинских инжењера је 1994. прогласило брану Итаипу за једно од Седам чуда модерног света  Архивирано на веб-сајту  (2. април 2010). 

## Статистика
- За изградњу бране употребљено је 50 милиона тона земље и камена
- Од бетона употребљеног за израду бране било би могуће изградити 210 фудбалских стадиона величине Маракане у Бразилу.
- Од гвожђа и челика употребљеног за изградњу, могло би се направити 380 Ајфелових кула.
- Ископана количина земље у овом пројекту је 8,5 пута већа од оне ископане при градњи Евротунела.
- На изградњи је радило око 40.000 људи.
- Дужина бране је 7235 метара, а максимална висина 225 метара.
- Максимални проток је 62,2 хиљада кубних метара воде у секунди.